# مصطفی الکبیر
مصطفی الکبیر (عربی: مصطفی الکبیر؛ زادهٔ ۵ اکتبر ۱۹۸۸) بازیکن فوتبال اهل مراکش است.

## باشگاهی
از باشگاه‌هایی که در آن بازی کرده‌است می‌توان به باشگاه فوتبال ان. ئی. سی، باشگاه فوتبال الاهلی عربستان سعودی، باشگاه فوتبال آژاکس آمستردام، باشگاه ورزشی گنچلربیرلیغی، باشگاه فوتبال کالیاری و باشگاه فوتبال هکن اشاره کرد.